# Бассано (Да Понте)

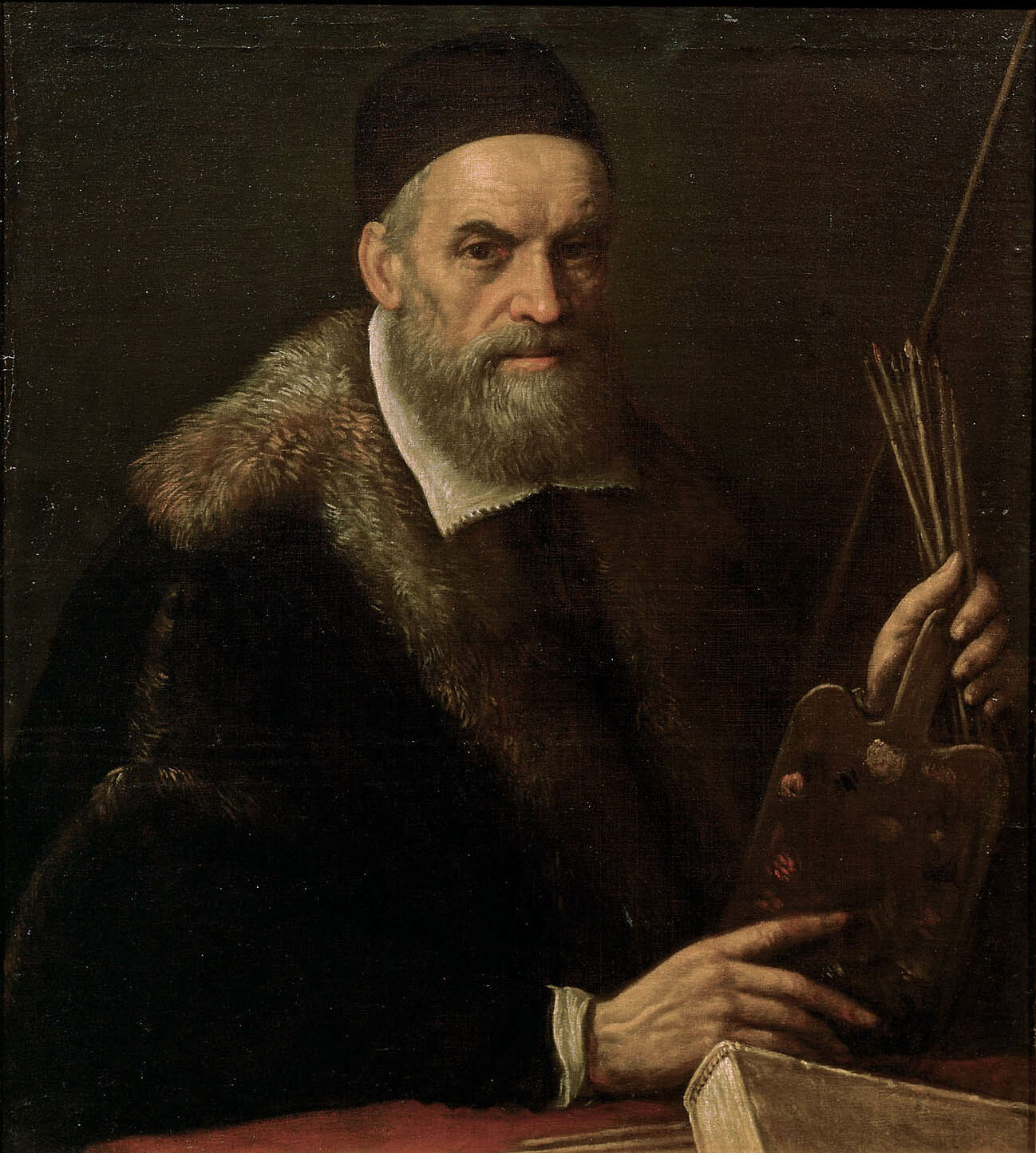
Якопо Бассано

Бассано (да Понте) — родина італійських живописців, які працювали в Бассано і Венеції. Найвизначніший — Якопо Бассано (бл. 1515—†13 лютого 1592) — яскравий представник демократичного напряму в мистецтві Венеції 16 століття. Першим серед венеціанських художників звернувся до відображення селянського побуту, не виходячи, проте, за межі релігійних тем («Поклоніння пастухів», Рим; «Повернення Іакова», Венеція). Сини Якопо — Франческо (1549—†1592) і Леандро (1557—†1622) працювали разом з батьком і стали його послідовниками.